# Handskötjärnen
Handskötjärnen är en sjö i Strömsunds kommun i Jämtland och ingår i Ångermanälvens huvudavrinningsområde. Sjön har en area på 0,0445 kvadratkilometer och ligger 552 meter över havet. Handskötjärnen ligger i Saxvattnet Natura 2000-område.

## Delavrinningsområde
Handskötjärnen ingår i det delavrinningsområde (717107-147308) som SMHI kallar för Inloppet i Lillsjön. Medelhöjden är 578 meter över havet och ytan är 11,42 kvadratkilometer. Räknas de 12 avrinningsområdena uppströms in blir den ackumulerade arean 61,43 kvadratkilometer. Lillån som avvattnar avrinningsområdet har biflödesordning 3, vilket innebär att vattnet flödar genom totalt 3 vattendrag innan det når havet efter 266 kilometer. Avrinningsområdet består mestadels av skog (89 procent) och sankmarker (10 procent). Avrinningsområdet har 0,12 kvadratkilometer vattenytor vilket ger det en sjöprocent på 1,1 procent.